# كريستوفر ثورن
كريستوفر ثورن (بالإنجليزية: Christopher Thorne)‏ هو مؤرخ بريطاني، ولد في 1934، وتوفي في 20 أبريل 1992.